# Joho (Adimulyo)
Joho is een bestuurslaag in het regentschap Kebumen van de provincie Midden-Java, Indonesië. Joho telt 909 inwoners (volkstelling 2010).